# Državna cesta D116
D116 je državna cesta u Hrvatskoj. 
Nalazi se na otoku Hvaru i prolazi kroz naselja Hvar, Milna, Zaraće, Stari Grad (pored trajektne luke i samog mjesta), kroz Starogradsko polje, Jelsa, Humac, Poljica, Zastražišće, Gdinj, Bogomolje, Selca kod Bogomolja, te završava u trajektnoj luci Sućuraj.
Ukupna duljina ceste iznosi 81,7 km.

## Vanjske poveznice
|  | Zajednički poslužitelj ima još gradiva o temi Državna cesta D116 |